# Alles
Alles of het al is, in de ruimste zin, een begrip voor datgene wat bestaat, heeft bestaan, zal bestaan, of zou kunnen bestaan. Zeer vaak wordt over het al echter in beperktere zin gesproken.
Filosofen en theologen zijn hun eeuwenlange leidende rol in het debat over de reikwijdte van de wereld goeddeels kwijtgeraakt aan theoretische fysici en wiskundigen, doordat de uitspraken van de wis- en natuurkunde gemakkelijker te onderbouwen en te falsifiëren waren en aldus een sterkere vermeerdering van betrouwbare kennis opleverden. Het feit dat onderzoek aan ons wereldbeeld daarmee in handen van een selecte groep is gekomen maant tot voorzichtigheid, maar voorgestelde uitbreidingen op de natuur met paranormale of anderszins bovennatuurlijke verschijnselen hebben vooralsnog niet geleid tot een vergelijkbare toename van kennis en inzicht door het doen van falsifieerbare voorspellingen.

## Verantwoording
De mensheid komt in het kader van dit artikel slechts naar voren als waarnemer en interpretator en deze tekst heeft niet als doel een beschrijving van de geschiedenis of de gedragingen van de mensheid geven, zie daarvoor  Geschiedenis van de wereld. De mensheid bevindt zich in een verhoudingsgewijs minuscuul deel van het heelal en heeft als zodanig geen aandacht nodig in dit artikel met veel grotere reikwijdte. Ook de big history, de geschiedenis van ons universum sinds de oerknal, is mogelijk slechts een klein deel van het al.

## Indeling van het al
Het alles waarover consensus bestaat, valt in drie categorieën uiteen: materie, energie en informatie. Veel hedendaagse kosmologen beschouwen deze drie begrippen als verschillende aspecten van dezelfde zaak. De eerstgenoemde categorieën zijn verenigd in Einsteins beroemde formule E=mc². Theoretisch kosmologen interpreteren entropie, een begrip uit de thermodynamica, als een maat voor de hoeveelheid informatie die een systeem bevat, en passen dit inzicht toe op zwarte gaten, waarmee althans in theoretische modellen een kwantitatief verband tussen energie en informatie-inhoud gelegd is. Daarmee is er sinds het einde van de twintigste eeuw voor het eerst een aanzet tot methodische integratie van deze begrippen.

### Krachten
Krachten komen om twee zeer verschillende redenen niet voor in het alles waarover consensus bestaat. Enerzijds is dit omdat de meeste fundamentele natuurkrachten die in de 19e en 20e eeuw de basis van de natuurkunde hebben gevormd, op schaalgrootte van de kwantummechanica heel goed beschreven blijken te kunnen worden in termen van materie en energie, zodat ze geen eigen categorie behoeven. Anderzijds is er de zwaartekracht waarbij de relatie met elementaire deeltjes en energieën minder duidelijk is. Deze kracht wordt anno 2013 nog onvoldoende begrepen om een volledige consensus mogelijk te maken.
Op grotere schaal dan die van de elementaire deeltjes heeft het concept kracht wel degelijk een bloeiend bestaan. Pogingen tot integratie van de natuurkrachten worden unificatietheorieën genoemd.

### Vereniging van theorieën?
De pogingen om te komen tot een alomvattend begrip van het universum richten zich op elementaire deeltjes, het allerkleinste dat we kennen, en op het universum, het allergrootste dat ons bekend is. Beide benaderingen blijken vruchtbaar, maar hoewel theoretici van beide richtingen profiteren van elkaars werk, is het onduidelijk hoe de begrippenkaders op elkaar zullen ingrijpen. Er zijn vele schijnbare tegenstrijdigheden, en er is geen overeenstemming over het beste model dat die zou kunnen oplossen. Alleen al daarom hebben serieuze wetenschappers de term theorie van alles in het verleden vooral ironisch gebruikt; meer recent wordt deze aanduiding toch als eenvoudig synoniem voor 'unificatietheorie' gebruikt.

## Beperkingen aan het denken over het al
Vanwege de reikwijdte van het begrip en de beperktheid van het menselijk voorstellingsvermogen wordt alles soms onbedoeld in een engere zin gebruikt. Verder kunnen er kennistheoretische, filosofische of pragmatische overwegingen zijn om het al welbewust op een of andere manier hanteerbaar te maken. Onderstaande lijst geeft slechts een greep uit de mogelijke beperkingen:
- Met alles wordt alleen datgene bedoeld dat kenbaar is, overeenkomstig Wittgensteins beroemde woorden: Wovon man nicht sprechen kann, darüber muss man schweigen. (Waarover men niet kan spreken, daarover moet men zwijgen.) Zie bijvoorbeeld de stellingname, of —zo men wil— de niet-stellingname van de agnostici.
- Met alles wordt alleen datgene bedoeld waarover een uitspraak te doen is die hetzij waar, hetzij onwaar is. Zie in dit verband de Russellparadox, de leugenaarsparadox, en de barbier van Sevilla die alle mannen scheert die zichzelf niet scheren. Ook de vraag of het niets onderdeel uitmaakt van het al kan behoren tot dit type. Theoretisch onderzoek aan dit type paradoxen, in het bijzonder het diagonaalbewijs van Cantor leidde begin twintigste eeuw tot een herinterpretatie van de verzamelingenleer die, als grondslag van de wiskunde, aan de basis ligt van veel kennistheoretisch en natuurkundig onderzoek.
- Met alles of het al wordt alleen ons heelal bedoeld, namelijk datgene wat zich bij de oerknal heeft ontwikkeld tot het ons bekende universum. Deze beperking hoeft het bestaan van andere heelallen in een multiversum  niet uit te sluiten, maar vermijdt er uitspraken over te doen. Evenmin worden er uitspraken gedaan over fenomenen of onkenbare zaken die geen onderdeel uitmaken van ons heelal of zijn geschiedenis. Veel hedendaagse natuurkundigen geloven echter dat de aanname van een multiversum noodzakelijk is voor een theoretisch begrip van ons eigen heelal.
- Met alles wordt de driedimensionale ruimtelijke wereld of de vierdimensionale ruimte-tijdwereld bedoeld die wij ervaren, zonder rekening te houden met anders gedimensioneerde werelden of met de hogerdimensionale aspecten van onze wereld. Die worden gepostuleerd in de snaartheorieën en de M-theorie; de laatstgenoemde is een poging te komen tot een unificatietheorie. Het boek Platland geeft een soort artist's impression van een dergelijke andersdimensionale wereld, door het onbegrip te beschrijven tussen het tweedimensionale wezen Vierkant en een bezoekende bol die in Platland als cirkel wordt gezien.
- Met alles wordt alles vanaf een min of  meer toevallige drempelwaarde bedoeld, bijvoorbeeld alles wat groot of geurig genoeg is om met menselijke zintuigen waar te nemen, of zaken die met wetenschappelijke instrumenten waarneembaar zijn. Dit hoeft niet per se samen te hangen met antropocentrisme, maar heeft er wel enig verband mee.
- Met alles wordt bedoeld: dat wat binnen de waarnemingshorizon ligt, dus waarmee wij ons theoretisch in een wisselwerking kunnen bevinden, gegeven de eindige lichtsnelheid.
- Met alles wordt bedoeld: alles wat ons beïnvloedt, of waardoor wij beïnvloed kunnen worden, zie het pragmatisme.
- Met alles wordt alleen gedoeld op de drie in de wetenschap bekende categorieën materie, energie en informatie.
- Van alles wordt slechts maatschappelijk aanvaarde kennis en inzicht bedoeld, waarmee datgene uitgesloten wordt dat wel denkbaar is maar niet bestaanbaar of niet bekend is, wat buiten het gangbare of persoonlijke wereldbeeld valt. Deze groep uitsluitingen kan van alles omvatten, zoals aura's, deeltjes met een grootte nul of zelfs een negatieve grootte, onzin, tijdreizen of snelheden groter dan de lichtsnelheid. Gangbare wetenschappelijke concepten die buiten het maatschappelijk al hebben gezweefd zijn bijvoorbeeld het getal nul, reële getallen, imaginaire getallen, het heliocentrisme, Darwins evolutietheorie, atomen en het onderbewustzijn. Ook fantasierijke ideeën en schijbare tegenstrijdigheden kunnen uitgesloten worden van het al, zoals een zwangere man, een koe die over de maan springt en tekenfilmfiguren in een driedimensionale wereld, zoals in de film Who Framed Roger Rabbit. De  categorie van de maatschappelijke en psychische uitsluitingen is onafzienbaar en omvat ook de veronderstelde onmogelijkheden van goochelaars, illusionisten, homeopaten en helderzienden.
- Met alles wordt alleen materie in engere zin bedoeld: massa.
- Met alles wordt alles in het heden bedoeld.
- Met alles wordt datgene bedoeld dat uit eigen waarneming bekend is.

## Onzekere begrenzing van het al
Het is duidelijk dat sommige van de bovenstaande beperkingen elkaar niet hoeven uit te sluiten, en dat we van sommige welgefundeerde uitspraken niet weten en wellicht niet kunnen weten of ze in een van deze groepen te rubriceren zijn. Zo kan de onzekerheidsrelatie van Heisenberg worden geïnterpreteerd als grenzen stellend aan de kenbaarheid van onze wereld, maar ook  als een gebied afbakenend waarover geen ware of onware uitspraken te doen zijn. Ook wordt wel een verband met een multiversum geopperd, waarmee onzekerheid het gevolg zou zijn van de beperking dat we maar één universum beschouwen.